# Max Ehrich
Max Ehrich (* 24. Juni 1991 in Marlboro Township, New Jersey) ist ein US-amerikanischer Schauspieler, Sänger und Tänzer.

## Leben
Max Ehrich wurde im Juni 1991 in Marlboro Township im US-Bundesstaat New Jersey geboren.
Er trat 2008 als Tänzer in High School Musical 3: Senior Year auf. Danach folgten jeweils Gastauftritte in Ugly Betty, iCarly, Shake It Up – Tanzen ist alles, My Superhero Family und Parenthood. 2010 trat er in dem Lifetime-Fernsehfilm The Pregnancy Pact als Jesse Moretti auf. Für diese Rolle wurde er bei den Young Artist Awards 2011 in der Kategorie Bester Nebendarsteller in einem Fernsehfilm, Miniserie oder Special nominiert.
Im Mai 2012 erhielt Ehrich eine Hauptrolle in der CBS-Daily-Soap Schatten der Leidenschaft, die bis dahin seinen größten Erfolg darstellt. Er spielt seit Juni 2012 die Rolle des Fenmore Baldwin. In den Jahren 2013 und 2014 wurde er bei den Daytime Emmy Awards in der Kategorie Outstanding Younger Actor in a Drama Series nominiert, verlor jedoch beide Male gegen Chandler Massey.
Von 2014 bis 2015 hat er eine Nebenrolle als Hunter May in der CBS-Sommerserie Under the Dome inne. Darüber hinaus verkörpert Ehrich seit November 2014 in der Nickelodeon-Fernsehserie 100 Dinge bis zur Highschool die Nebenrolle Ronbie Martin.
Im Juli 2020 gab er seine Verlobung mit der Schauspielerin und Sängerin Demi Lovato bekannt. Im September 2020 wurde die Trennung bekannt.

## Filmografie (Auswahl)
- 2008: High School Musical 3: Senior Year
- 2008: Ugly Betty (Fernsehserie, 2 Episoden)
- 2010: The Pregnancy Pact
- 2010: iCarly (Fernsehserie, 2 Episoden)
- 2010: Shake It Up – Tanzen ist alles (Shake It Up, Fernsehserie, 2 Episoden)
- 2010: My Superhero Family (No Ordinary Family, Fernsehserie, Episode 1x09)
- 2010: Team Spitz (Fernsehfilm)
- 2010: The Quinn-tuplets (Fernsehfilm)
- 2011: Parenthood (Fernsehserie, Episode 2x11)
- 2011: Working Class (Fernsehserie, Episode 1x07)
- 2012–2015: Schatten der Leidenschaft (The Young and the Restless, Seifenoper)
- 2014–2015: Under the Dome (Fernsehserie, 19 Episoden)
- 2014–2016: 100 Dinge bis zur Highschool (100 Things to Do Before High School, Fernsehserie)
- 2014: Law & Order: Special Victims Unit (Fernsehserie, 1 Episode)
- 2016: The Path (Fernsehserie, 3 Episoden)
- 2019: Laufen. Reiten. Rodeo.

## Nominierungen
| Jahr | Auszeichnung             | Kategorie                                                               | für                       | Resultat  |
| ---- | ------------------------ | ----------------------------------------------------------------------- | ------------------------- | --------- |
| 2011 | Young Artist Awards 2011 | Bester Nebendarsteller in einem Fernsehfilm, Miniserie oder Special     | The Pregnancy Pact        | Nominiert |
| 2012 | Young Artist Awards 2012 | Bester Gastdarsteller in einer Fernsehserie – zwischen 18 und 21 Jahren | Parenthood                | Nominiert |
| 2013 | Daytime Emmy Award       | Outstanding Younger Actor in a Drama Series                             | Schatten der Leidenschaft | Nominiert |
| 2014 | Daytime Emmy Award       | Outstanding Younger Actor in a Drama Series                             | Schatten der Leidenschaft | Nominiert |